# Kvindelig ejakulation
Kvindelig ejakulation, også kaldet sprøjteorgasme, springvandsorgasme, vådorgasme, mm. (eng.: squirting, gushing) er en form for orgasme der følges af en udskilning af en betydelig mængde klar væske fra kvindes skedeåbning eller urinrør. Væskens egentlige oprindelse og indhold er ikke klarlagt og er stadig et noget kontroversielt emne. Nogle forskere mener det kommer fra Skenes kirtler, placeret på skedevæggen i forenden af skeden, og som er en slags kvindelig homolog til den mandlige blærehalskirtel hvor det meste af sædvæsken produceres. Mens andre forskere helt benægter eksistensen af kvindelig ejakulation og mener der blot er tale om urin fra urinrøret.
Nylige studier har fundet at:
- 54-60% af kvinder har oplevet en form for udsprøjtning i forbindelse med orgasme
- 6% at de regelmæssigt har kraftige ejakulationer
- yderligere 13% at de har ejakuleret, men mindre ofte.

Doktor Schubach, en af pionerede i nyere forskning omkring kvindelig ejakulation, mener at "alle kvinder, langt størstedelen af kvinder" med den rette træning er i stand til at ejakulere under orgasme.

## Historie
Den første bevarede omtale at kvindelig ejakulation stammer fra Aristoteles fra omkring 300 f.Kr. Senere beskrev den romerske læge som den første skenes kirtler (kvindelige prostata) i det andet århundrede efter Kristi fødsel. Siden den tid har kvindelig ejakulation været kendt under benævnelserne "aqualusio" eller "aqlusio" som er sammensat af det latinske ord for "vand" (aqua) og "afslutning" (conclusio). I renæssancen refererede den italienske anatomiprofessor Realdo Colombo til kvindelig ejakulation i hans arbejde omkring klitoris funktion. En mere detaljeret beskrivelse af kvindelig ejakulation måtte vente til omkring 1670 hvor den hollandske læge Reinier De Graaf kom med en mere indgående analyse af også det følsomme område langs forsiden af skedevæggen som han omtalte som den kvindelig prostata. Heri omtalte han en kvindelig væske der "bruste ud" og som "kom i et stort væld" under seksuel opstemthed. Den tyske gynækolog Ernst Gräfenberg forbandt i 1950 under hans søgen efter de vaginale lystcentre dette område med G-punktet.
På trods af disse tidlige undersøgelser forblev fænomenet kvindelige ejakulation uudforsket af videnskaben indtil 1980'erne, eller accepteret som blot en spontan urinering som følge af tab af kontrol over urinblæren under orgasmen. Men i forbindelse med en bredere accept af også G-punktet som følge bestsellerbogen "The G-Spot" af Ladas, Whipple og Perry, begyndte også kvindelige ejakulation som en bestanddel af den kvindelige seksualitet at få mere plads i forskernes opmærksomhed.

## Fysiologi
På trods af at eksistensen af kvindelig ejakulation i dag er generelt anerkendt og accepteret, forbliver det stadig mere eller mindre uklart hvor væsken der sprøjtes ud under orgasmen kommer fra og hvordan ejakulationsprocessen helt præcist fungerer. Kemisk analyse af den ejakulerede væske har vist at det, ud over til tider mindre dele af urin, indeholder mange af de samme kemiske stoffer som det stof der bliver uskilt af de mandlige blærehalsekirtler, således at det bedst kan sammenlignes med sædvæske uden sædceller.
Kemiske analyser af væsken af vist at det indeholder følgende stoffer:
- glukose (naturligt sukkerstof) og fruktose (en anden slags naturligt sukkerstof som også findes i sædvæsken.)
- Prostataspecifikt antigen (PSA) (et protein også fundet i sædvæske her produceret af blærehalskirtlen, ved kvinder menes produceret i skenes kirtler langs skedevæggen)
- meget små mængder af kreatinin og urinstof (de to hovedmarkører i urin[5])

Nogle kvinder beskriver væsken, som en glasagtig eller gennemsigtig substans, andre den som havende en mere mælkeagtig substans. Nyere undersøgelser har vist at kvinder producerer væsken, selv hvis de ikke selv er opmærksomme på det og/eller ikke ejakulerer.
Selve ejakulationen er forskellig fra kvinde til kvinde. Hvor det kan varer fra en blot noget stærkere skedesmørelse eller sivende væskeudskillelse til en egentlig udsprøjtning. At nogle kvinder er uden af stand til at ejakulerer kan måske forklares med at åbningerne i skenes kirtelåbningerne normalt er på størrelse med knappenålsstørrelse, men variere fra kvinde til kvinde til de ved nogle kvinder kan være helt fraværende eller tillukkede.

## Seksuel stimulation
Ifølge mange kvinder forekommer ejakulation hovedsageligt i forbindelse med stimulation af G-punktet. Ofte bliver orgasmer der følges af sprøjteejakulation beskrevet som stærkere end ellers.